# Kostel svatého Jakuba Většího (Lesnice)
Kostel svatého Jakuba v Lesnici je v jádru gotickou stavbou s moderními přestavbami.

## Historie
Jádro kostela pochází zřejmě z 2. poloviny 13. století – původně čtvercové kněžiště a loď obdélného půdorysu; první písemná zmínka pochází až z roku 1368. Původní podoba kostela je zaznamenána na Aretinově mapě zábřežského panství z roku 1623. V roce 1784 byla při kostele obnovena od třicetileté války neobsazená fara. K západnímu průčelí kostela byla mezi léty 1806-1841přistavěna věž. Na přelomu 19. a 20. století kostel již kapacitně nevyhovoval a bylo rozhodnuto o jeho přestavbě. V letech 1914-1917 bylo kněžiště prodlouženo na východ o jedno klenební pole a apsidu, přistavěny boční kaple a sakristie.  Půdorys kostela dostal podobu kříže a jeho původní vzhled se změnil. Z původního gotického kněžiště zůstal jen skelet - rohové části zdí.  V 70. letech 20. století byl kostel opravován a dostal brizolitovou omítku.

## Popis stavby

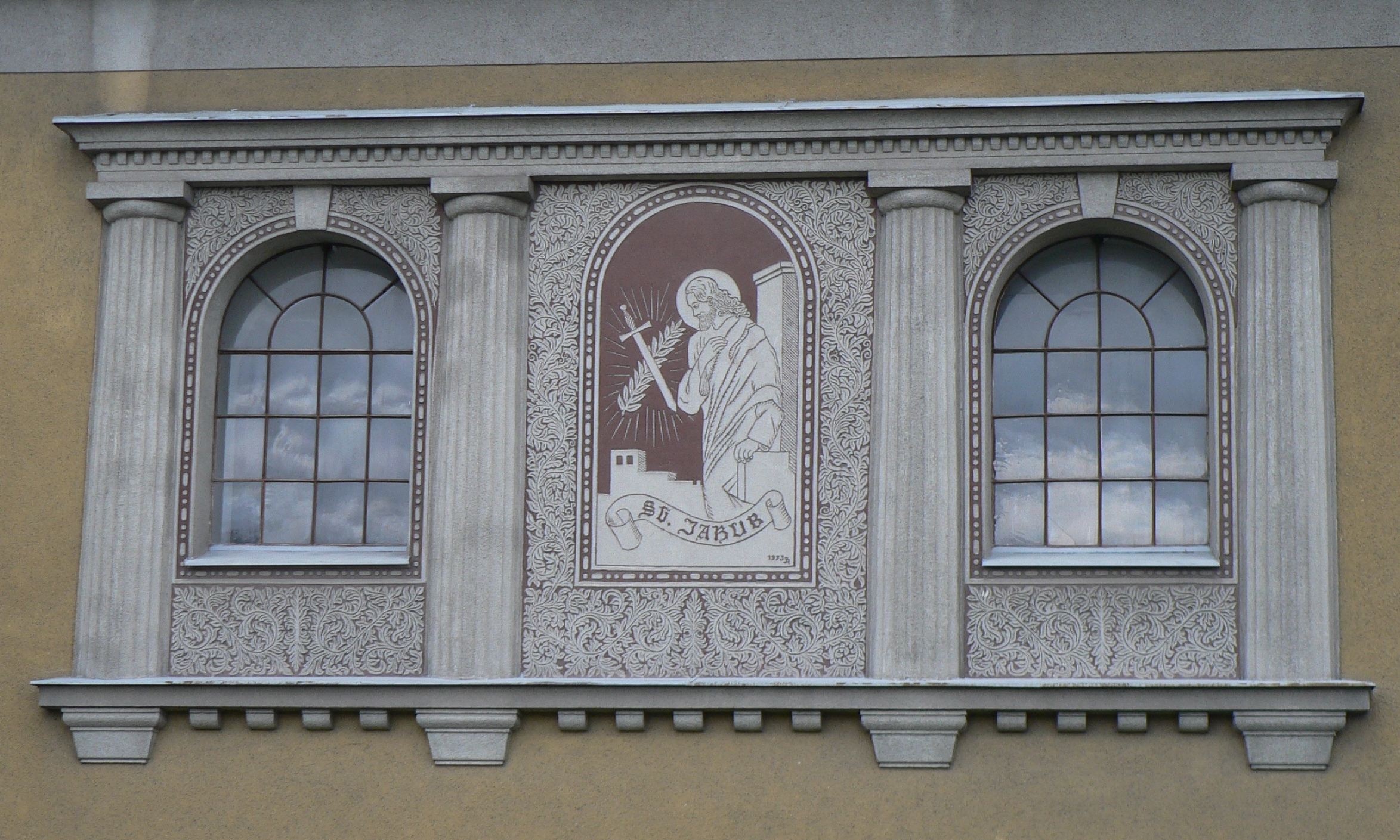
Reliéf na stěně kostela datovaný 1973

Orientovaná podélná jednolodní stavba s odsazeným kněžištěm (starý presbytář + jedno klenební pole nové přístavby), ukončeným apsidou. K jižní zdi nového kněžiště přiléhá sakristie, k oběma bokům starého kněžiště pak čtyřboké kaple. Krátká obdélná loď má v ose západního průčelí hranolovitou věž. Fasády jsou prolomeny barokními okny s půlkruhovým záklenkem. Do kostela se vstupuje podvěžím, zaklenutým pruskou klenbou. Nové kněžiště má v apsidě konchu a křížovou klenbu, stará část je zaklenuta barokní valenou klenbou se styčnými výsečemi. Do kaplí se loď otevírá vysokými půlkruhovými oblouky. Vítězný oblouk je patrně barokní, s půlkruhovým záklenkem. Loď má plochý strop, na západě je vestavěna dřevěná hudební kruchta.

### Zařízení
Ve věži jsou dva staré zvony - větší s reliéfem Malé Kalvárie z roku 1590 (Jiří Hechperger, Olomouc), menší s reliéfem apoštolů Jakuba a Jana z roku 1599 (Jan Benešovský). V roce 1965 byly na nově upraveném kůru uvedeny do provozu varhany převezené sem z kostela v Rokytnici u Přerova. Postavili je Jan a Karel Neusserovi z Nového Jičína. V roce 2009 prošly generální opravou.

## Okolí kostela

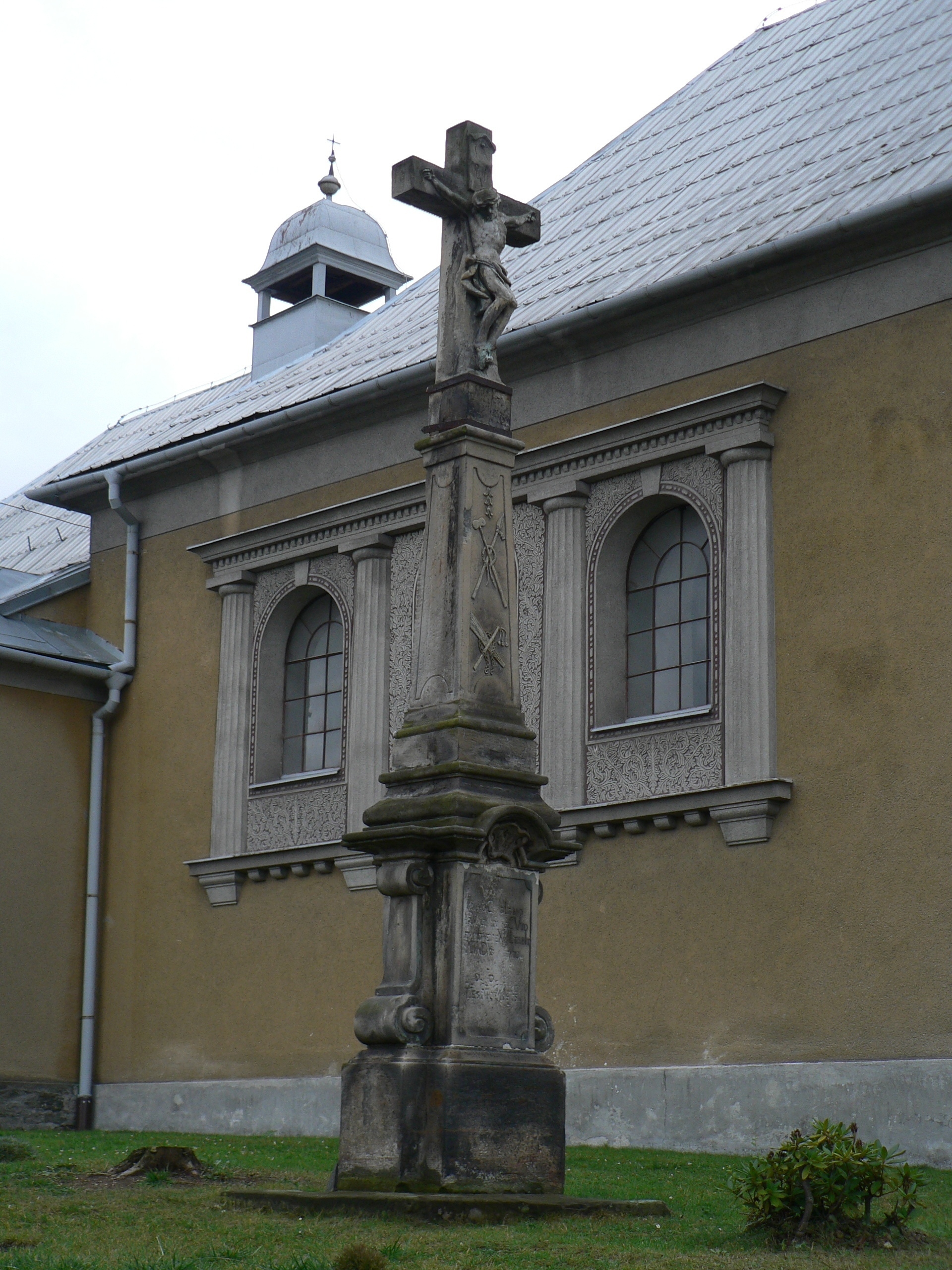
Kříž u kostela

U kostela stojí kříž, datovaný do roku 1796.